# Scatrichus bicarinatus
Scatrichus bicarinatus là một loài bọ cánh cứng trong họ Bọ hung (Scarabaeidae).